# ۴۳۱ (پیش از میلاد)
۴۳۱ (پیش از میلاد) ۴۳۱مین سال قبل از تقویم میلادی است.